# 新帕卡

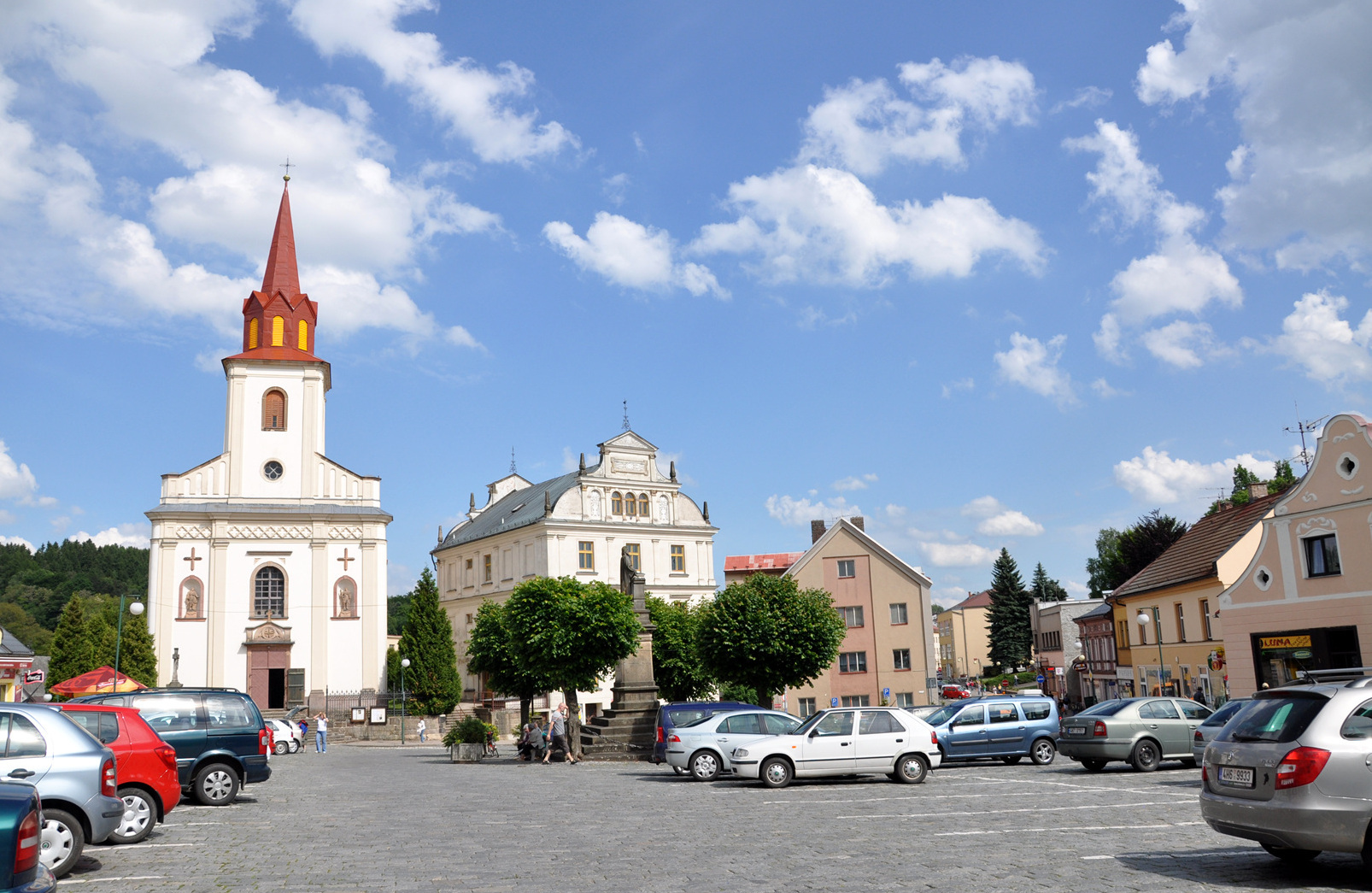

新帕卡是捷克的城鎮，位於該國北部，距離伊欽22公里，由赫拉德茨-克拉洛韋州負責管轄，面積28.68平方公里，海拔高度427米，鎮上的修道院建於十七世紀晚期，2006年人口9,383。

## 外部連結
- Municipal website （页面存档备份，存于）